# إمارة آل المتحمي
إمارة آل المتحمي هي إمارة تابعة للدولة السعودية الأولى نشأت في منطقة عسير على يد محمد بن عامر المتحمي وذلك بدعم من الإمام عبد العزيز بن محمد بن سعود والذي استطاعت قواته أن تهزم قوات الأمير محمد بن أحمد بن محمد آل يزيد من آل يزيد أمراء عسير وحكامها آنذاك.
بعد عودة محمد بن عامر المتحمي من الدرعية لنشر الدعوة السلفية، وقف الأمير محمد بن أحمد آل يزيد في وجهه وهو ما دعا المتحمي لطلب العون من إمام الدولة السعودية الأولى الذي عاونه للسيطرة على عسير في سنة 1216 هـ واتخاذ طبب عاصمة لحكمه، وقد حارب آل المتحمي كل من أشراف مكة، وإمارة آل خيرات، والعثمانيين عن طريق محمد علي باشا وقواته. انتهت الدولة باحتلال منطقة عسير لكن الثورات والمعارك استمرت بقيادة سعيد بن مسلط المغيدي والذي استطاع إعادة تأسيس إمارة آل يزيد والتي أصبحت تعرف باسم إمارة آل عائض لاحقاً.
نشأت في القرن الثالث عشر الهجري في عام 1215 هـ بعد تحالف الأمير محمد أبن عامر أبو نقطة المتحمي مع الدولة السعودية الاولى على نشر الدعوة السلفية في جنوب شبه الجزيرة العربية. و قد اتخذ الأمير محمد من طبب في سراة عسير عاصمةً لإمارته. تعتبر إمارة آل متحمي هي أول شكل جيوسياسي في أقليم سراة عسير حيث لم يسبق أن كان هناك إمارة على سراة عسير قبل هذا التاريخ وكانت سراة عسير عبارة عن قبائل عربية عدنانية يعود نسبها على رأي بعض علماء النسب إلى عنز بن وائل متحالفة وتخضع إلى نفوذ القوى الإقليمية إلى أن اجتمعت جميعها تحت إمارة آل متحمي. و حيث أن طبب هي العاصمة والمركز السياسي الأول لإقليم عسير قبل أن ينتقل المركز السياسي إلى مدينة أبها. و أسرة المتحمي هي السلالة الأول والمؤسس لإمارة عسير التي امتدت من العام 1215 هـ إلى سقوطها عام 1289 هـ حيث تعاقب على حكم إمارة عسير ثمانية حكام محلين أول أربعة منهم من أسرة المتحمي.

## التاريخ

### النشأة
بعد عودة الأمير محمد بن عامر أبو نقطة المتحمي من الدرعية لنشر الدعوة السلفية، عكف على توحيد قبائل عسير تحت نظام سياسي موحد ونشر الدعوة السلفية بين أبناء القبائل وقد اتخذ من طبب عاصمة لإمارته ومركزاً لنشر الدعوة في سنة 1215 هـ و قد استمرت فترة حكمه مدة سنتين حيث أتته المنية وهو عائد بعد زيارة إلى الدرعية عام 1217 هـ في بلدة رنية وقد توفي نتيجة إصابته بمرض الجدري.

### فترة التوسع
بعد وفاة الأمير المؤسس محمد المتحمي تم الاتفاق على تعيين أخاه الأمير عبد الوهاب ابن عامر أبو نقطة المتحمي أميرا على عسير. و تُعرف فترة الأمير عبد الوهاب بفترة التوسع حيث بلغت إمارة عسير في ذلك الوقت أوج اتساعها حيث كانت تبدأ من اليمن جنوباً إلى مشارف مكة شمالاً على امتداد الساحل وجبال السروات. وينظر المؤرخون إلى الأمير عبد الوهاب أنه هو المؤسس الحقيقي لما يسمى إمارة عسير حيث أنه بتوسع إمارته رسم الحدود الجيوسياسية لما يعرف اليوم بمنطقة عسير.
كان امتداد عسير يكون على حساب جيرانهم الشماليين من أِشراف مكة وجنوباً على حساب جيرانهم في المخلاف السليماني والأمامية في اليمن. أمتدت فترة حكم الأمير عبد الوهاب من الفترة 1217 هـ إلى 1224 هـ و قد توفي في معركة بيش بين جيش عسير بقيادة الأمير عبد الوهاب وجيش الأمير حمود أبو مسمار بعد أن ثار الأخير على عبد الوهاب. كانت وفاة الأمير عبد الوهاب في بداية المعركة وتولّى القيادة من بعده الأمير طامي ابن شعيب المتحمي حيث استطاع الانتصار على الأمير حمود أبو مسمار وإعادته تحت طاعة إمارة عسير والدولة السعودية الأولى. بعد انتهاء المعركة تم الاتفاق على اختيار الأمير طامي ابن شعيب أميراً على عسير في عام 1224 هـ.

### مقاومة السلطنة العثمانية
تُعرف فترة الأمير طامي بفترة مقاومة الغزو العثماني على الدولة السعودية الأولى وعلى عسير خاصةً. فبعد أن استتب الأمر لطامي أخذ على نشر الدعوة السلفية إلى أن بدأت أول حملة على عسير عام 1228 هـ بقيادة طوسون باشا أبن والي مصر العثماني محمد علي باشا بالاستيلاء على ميناء القنفذة المطل على البحر الأحمر لكن ما لبث طوسون باشا إلى أن قام الأمير طامي ابن شعيب بالهجوم على القوات العثمانية وهزيمتها ما اضطر طوسون باشا على الانسحاب وترك الكثير من السلاح والعتاد للقوات العسيرية وفي عام 1230 هـ اضطر والي مصر محمد علي باشا ليقود الحملة بنفسه لمحاربة الدولة السعودية الأولى حيث أنه واجه القوات المتحالفة بقيادة الإمام عبد الله بن سعود آل سعود في معركة بسل واستطاع محمد علي باشا من هزيمة القوات السعودية ما اضطر الأمير طامي على الانسحاب والتحصن في عاصمته طبب.
وصلت القوات العثمانية طبب في نهاية العام 1230 هـ وبعد أن واجه مقاومة ضارية من القوات العسيرية استطاعت القوات الغازية على أن تطيح بطبب وتوجت سيطرتها بالقبض على الأمير طامي وإعدامه في إسطنبول من العام 1230 هـ.

### نهاية إمارة
ثار الأمير محمد بن أحمد المتحمي الملقب بالجزار على الحامية العثمانية بعد خروج محمد علي باشا من طبب بوقت قصير واستطاع أن يسترد السيطرة على عسير إلى أن قامت حملة عثمانية أخرى في عام 1234 هـ ونجحت في إسقاط طبب وأسر الأمير محمد وعدد كبير من أسرته من ثم إعدامه في إسطنبول وبهذا كانت نهاية إمارة آل المتحمي على عسير .

## قائمة الأمراء
- محمد بن عامر أبو نقطة المتحمي (من سنة 1215 هـ إلى سنة 1217 هـ).[1]
- عبد الوهاب بن عامر أبو نقطة المتحمي (من سنة 1217 هـ إلى سنة 1224 هـ).[1]
- طامي بن شعيب المتحمي (من سنة 1224 هـ إلى سنة 1230 هـ).[1]
- محمد بن أحمد المتحمي (من سنة 1230 هـ إلى سنة 1234 هـ).[1]